# ユニフォーム広告

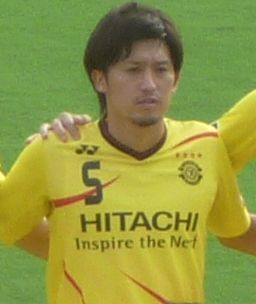
HITACHI
Inspire the Next企業ロゴだけでなくコーポレートステートメントも記された、Jリーグ「柏レイソル」の例（増嶋竜也、2014年）

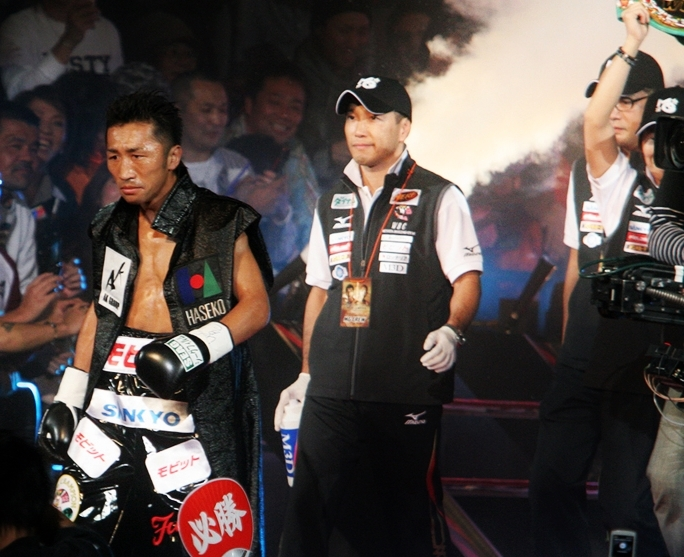
プロボクサーのトランクス広告（内藤大助、2009年）

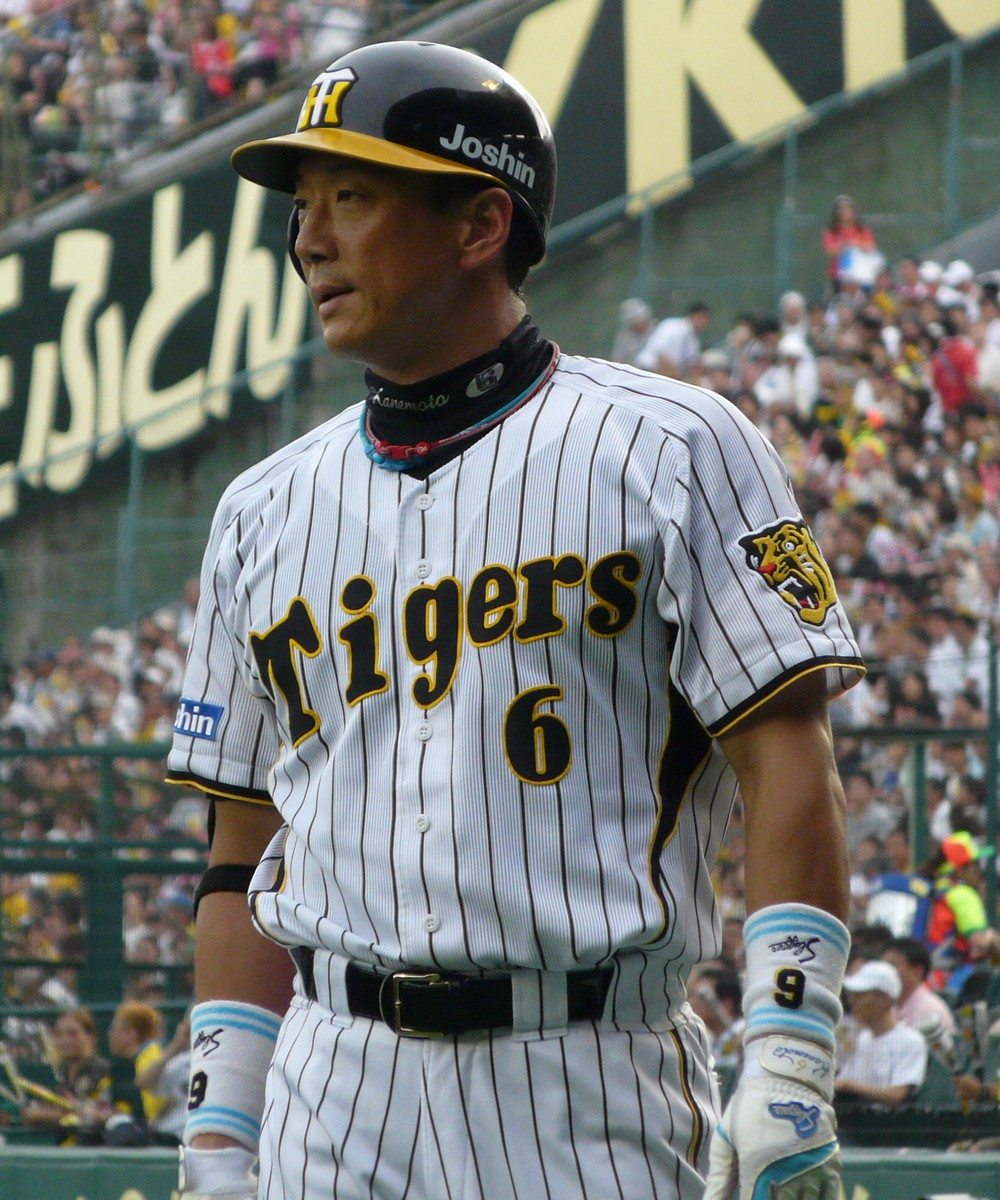
プロ野球「阪神タイガース」のヘルメット広告（金本知憲、2008年）

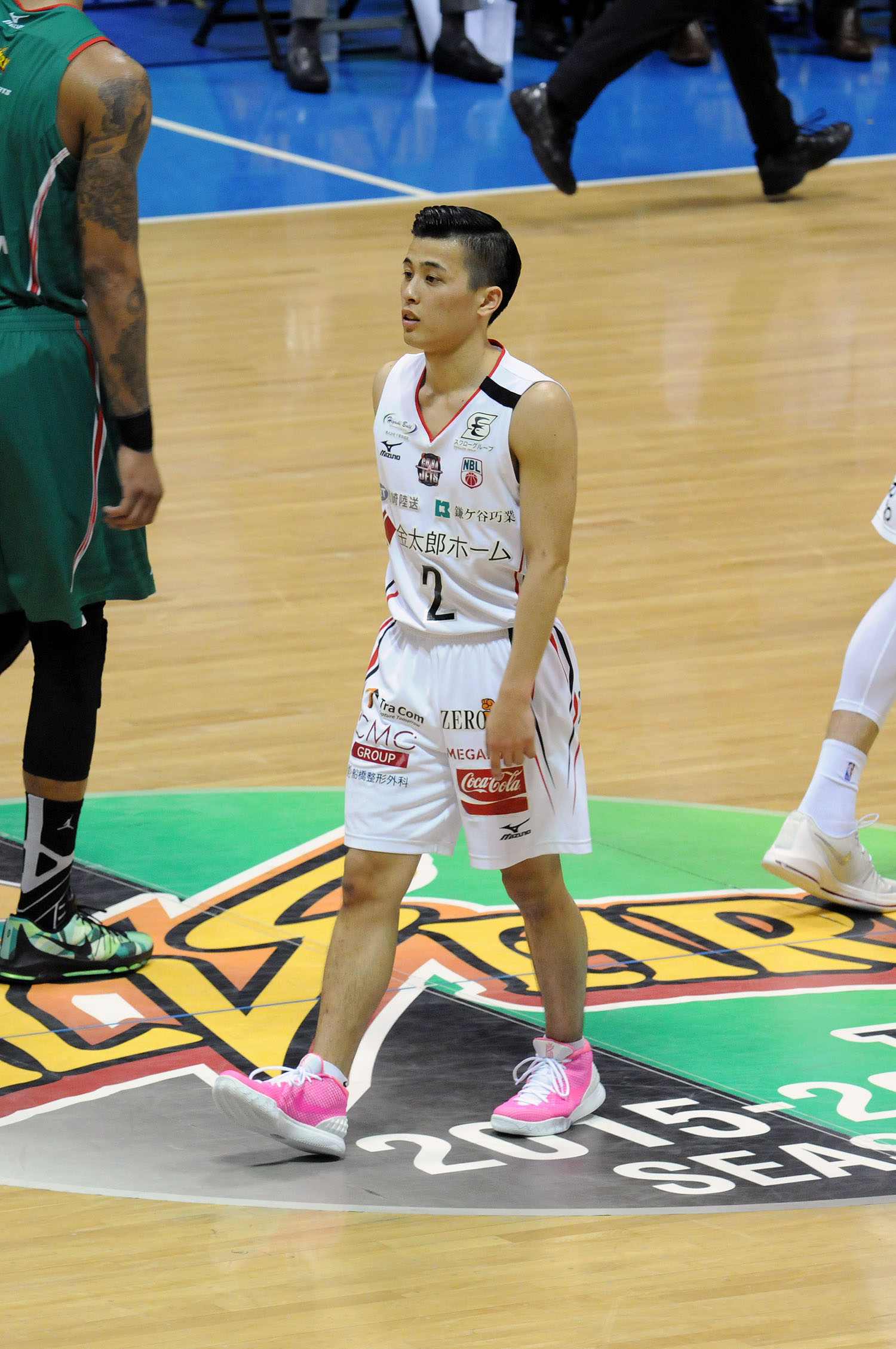
Bリーグ「千葉ジェッツふなばし」のユニフォーム広告（富樫勇樹、2016年）

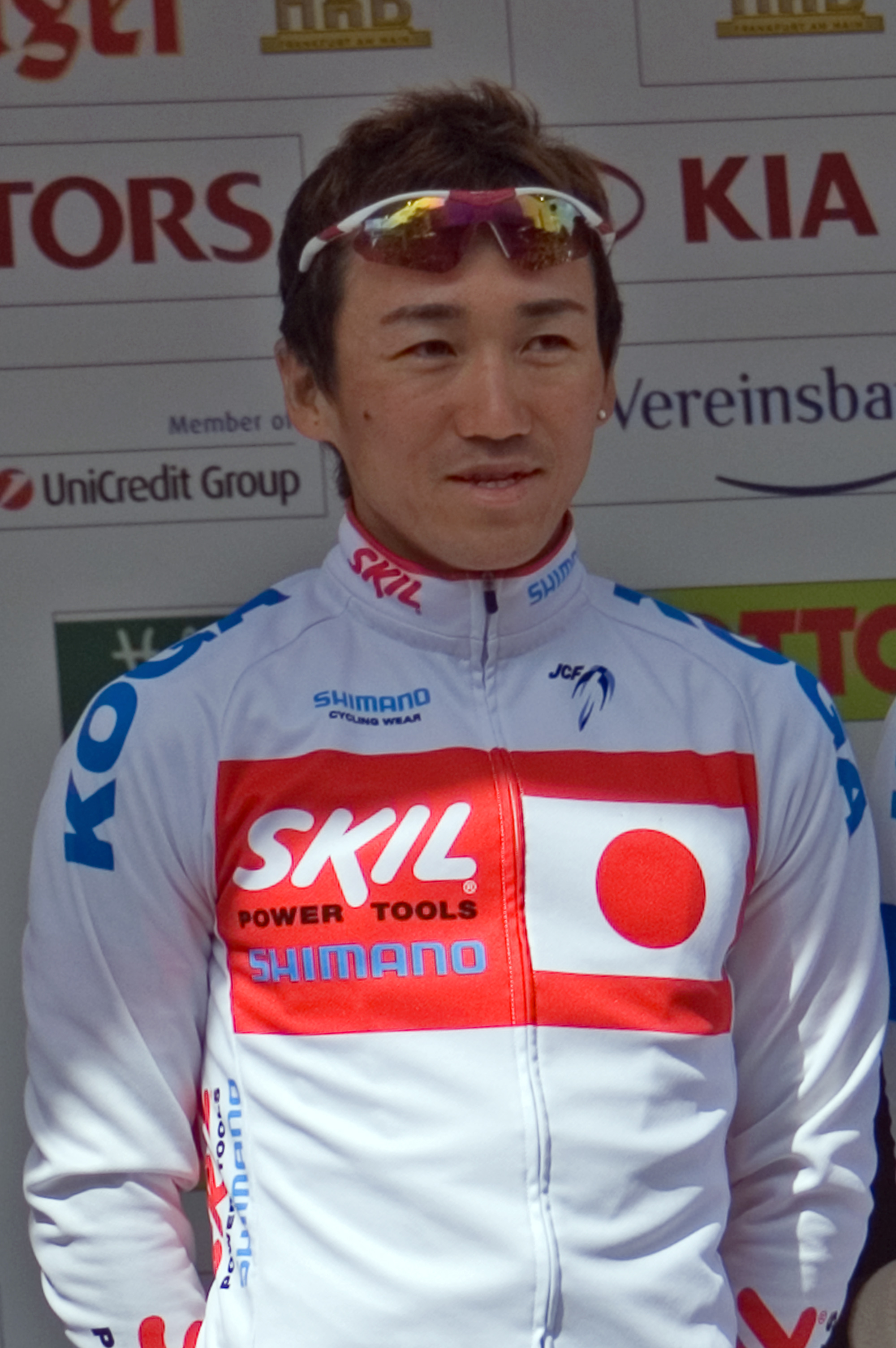
プロロードレーサーのジャージー広告（野寺秀徳、2006年）

ユニフォーム広告（ユニフォームこうこく）は、スポーツのユニフォームにつける広告。
チームや選手個々と契約した企業（チームの運営母体である場合もある）の広告と、大会の協賛企業などの広告とがある。
ユニフォーム広告は、広告収入のうち高い割合を占めるともいわれ、運営側にとって貴重な収入源になっている。

## 競技別

### サッカー
2012年にマンチェスター・ユナイテッドFC（イングランドのサッカークラブ）が、ゼネラルモーターズ（GM）社の自動車ブランド「シボレー（Chevrolet）」と、2014 - 2015シーズンからの胸広告の契約を年間4700ポンド（当時・約87億円）で結んだが、この金額は史上最高額といわれる。
Jリーグ
日本プロサッカーリーグ（Jリーグ）の場合、「Jリーグ規約 第49条第4項」の第11条で〔メーカー名の表示〕が、第12条で〔広告の表示〕が、公式試合におけるユニフォームについて定められている。
一番目立つ胸部分にプリントされているのがメインスポンサーであり、最も広告料金が高い。その他の広告位置は、背中、袖、パンツの裾などがある。2016年からは背中の下部、2018年からは鎖骨部分にも広告が認められた。
青少年に悪影響を与える可能性があるとして自主規制していたが、2009年シーズンからアルコール飲料メーカーや商品名の広告掲出が認められることになり、地元酒造メーカーと契約しているロアッソ熊本が2012年シーズンから胸広告に導入した。なお、パチンコ店などのレジャー産業系広告は、従来通り自粛を継続されることとなった。

### 野球
日本野球機構管轄のプロ野球では長い間、ユニフォームへの出稿が認められなかったが、2000年のプロ野球実行委員会で大きさなど条件を限定して、広告をつけることが可能になった。セントラル・リーグ（2006年より使用）とパシフィック・リーグ（2000年より使用）で規定が異なっており、セ・リーグでは原則ホーム用のみで使用可能で、パ・リーグではビジター用にも使用が認められている。
しかし、それ以前、1952年（昭和27年）に広島カープ（現・広島東洋カープ）が肩口に「フマキラー」と書かれた袖章をつけていたという情報もある。地元の大下回春堂（現・フマキラー）の当時の社長・大下俊春が球団取締役だった縁で、資金援助の見返りとしての広告だったという。
MLBにおいては長年ユニフォームサプライヤー以外のロゴ掲出を認めていなかったものの、2022年のポストシーズンより正式に導入されることとなった（右もしくは左袖口に1ヶ所のみ）。それ以前の例外としては海外で開催された公式戦において、タイトルスポンサーの広告を袖部に掲出したことがある（東京開催における2012年のボーイング、2019年のMGMリゾーツなど）。

### バスケットボール
NBAにおいて、2014年にコミッショナー就任したアダム・シルバーが5年以内にユニフォーム広告の導入を目指し検討すると表明した。2016年のNBAオールスターゲームでの試験導入を経た後、2017-18シーズンより3シーズンの試験として本格導入（左胸）。アメリカの4大スポーツとしては初のユニフォーム広告となる。
日本バスケットボール協会（JBA）では、ユニフォーム規程としてシャツ及びパンツに広告を付ける場合は、大会主催者に許可を受け、シャツの前と背中、パンツに前にそれぞれ1スポンサーずつ、最大3スポンサーまで、それぞれ1行までと定められている。
なお、JBAが公認する全国リーグ（Bリーグ・Wリーグ）については別規定。

### アイスホッケー
NHLにおいては、2022-23シーズンよりユニフォームへの広告掲載を認める予定。

### 自転車
ロードレースにおいては、チームスポンサーのロゴ入りジャージとヘルメットを着用する。

### その他

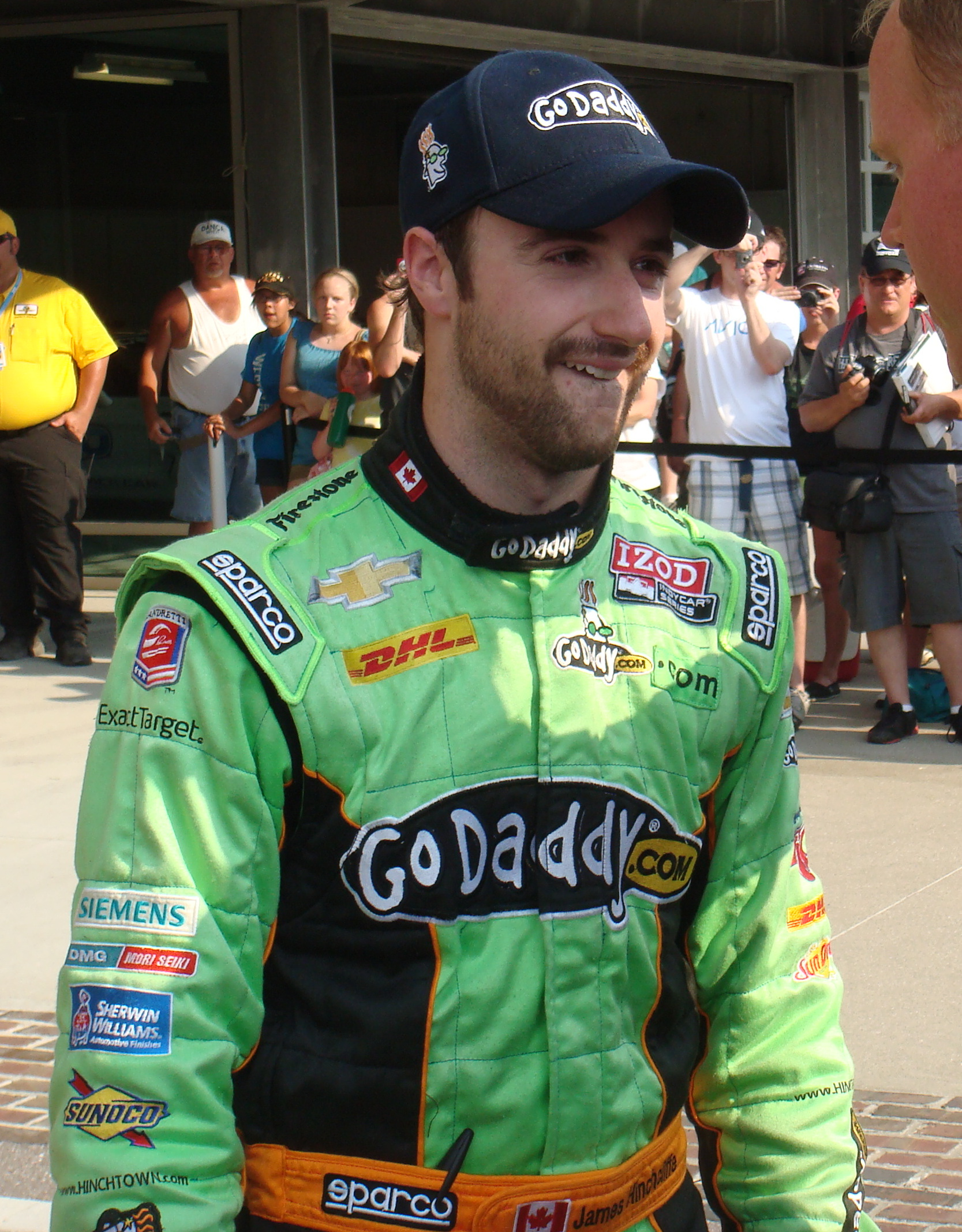
パーソナルスポンサーであるGoDaddyのロゴ入りレーシングスーツを着たジェームズ・ヒンチクリフ

自動車競技ではレーシングスーツにスポンサーのロゴを縫い付ける他、車体に塗装するなどしている。
公営競技においては、2005年1月から1年契約で競輪の武田豊樹がラ・ピスタ新橋と契約したのが、個人スポンサー名入りユニフォームの初の例（左肩）である。その後は多くの選手がスポンサー名入りユニフォームを着用していたが、ユニフォームにスポンサー名を入れることは2023年をもって廃止された。
地方競馬でも、2010年8月実施の園田競馬場と姫路競馬場（兵庫県騎手会）を皮切りに、騎手ズボンに広告を入れている事例も出てきている。

## ユニフォームメーカーのロゴの扱い
オリンピック憲章（Olympic Charter 1996年版）の61.宣伝と広告（規則61付属細則）には、「いかなる形の広告や宣伝やコマーシャル等の表示をしてはならない」という観点から、「メーカーの表示」のサイズについて定められている。
オリンピックはもちろん、それ以外の大会でも、規定サイズを超えた場合、白や黒のガムテープでメーカーロゴを隠すなどして、出場（監督も含めて）することになる例もある。
テニスの4大大会においては、2005年にルールが厳しくなり、（登録商標であるため）アディダスの3本線も、他社のロゴのサイズと同様の扱いになった。